# Brachistosternus turpuq
Espèce
Brachistosternus turpuq est une espèce de scorpions de la famille des Bothriuridae.

## Distribution
Cette espèce est endémique de la région d'Arequipa au Pérou. Elle se rencontre vers Mejía à 340 m d'altitude.

## Description
Le mâle holotype mesure 49,9 mm et la femelle paratype 59,8 mm, les mâles mesurent de 47,2 à 49,9 mm.

## Publication originale
- Ochoa, 2002 : Nueva especie de Brachistosternus Pocock (Scorpiones: Bothriuridae) del sur del Peru. Revista Peruana de Biología, vol. 9, no 2, p. 55–63 (texte intégral).